# Maryna Shkermankova
Maryna Ivanauna Shkermankova –en bielorruso, Марына Іванаўна Шкерманкова– (Glybókaye, URSS, 9 de abril de 1990) es una deportista bielorrusa que compitió en halterofilia.
Participó en los Juegos Olímpicos de Londres 2012, obteniendo una medalla de bronce en la categoría de 69 kg; medalla que perdió posteriormente por dopaje.
Ganó una medalla de bronce en el Campeonato Europeo de Halterofilia de 2015.

## Palmarés internacional
| Juegos Olímpicos   | Juegos Olímpicos      | Juegos Olímpicos  | Juegos Olímpicos |
| Año                | Lugar                 | Medalla           | Categoría        |
| ------------------ | --------------------- | ----------------- | ---------------- |
| 2012               | Londres (Reino Unido) | DSC               | 69 kg            |
| Campeonato Europeo |                       |                   |                  |
| Año                | Lugar                 | Medalla           | Categoría        |
| 2015               | Tiflis (Georgia)      | Medalla de bronce | 69 kg            |